# William Gay
Pour les personnes de même nom de famille, voir Gay.
Œuvres principales
- La Mort au crépuscule

William Gay, né le 27 octobre 1941 à Hohenwald, au Tennessee, et mort dans cette même ville le 23 février 2012, est un écrivain américain, auteur de quelques romans noirs et nouvelles appartenant au sous-genre du Southern Gothic. Il est principalement connu en France pour son roman La Mort au crépuscule (Twilight), paru aux États-Unis en 2006.

## Biographie
Né dans le Tennessee qu'il considère comme son chez lui, il s'engage après le lycée dans la US Navy et y sert pendant la guerre du Viêt Nam. À la fin de la guerre, il vit à New York et à Chicago avant de revenir dans le comté de Lewis dans le Tennessee où il vit à partir de 1978.
Il ne publie pas avant 1998 (bien qu'il ait commencé à écrire dès l'âge de 15 ans) lorsque deux nouvelles paraissent dans des magazines littéraires : Those Deep Elm Brown’s Ferry Blues (1998) dans The Missouri Review (en) et Closure and Roadkill on the Life’s Highway  (1999) dans The Atlantic Monthly. Auparavant, il a été charpentier et peintre en bâtiment. Cette expérience dans le milieu de la construction lui fournit le cadre de son premier roman, La Demeure éternelle (The Long Home), publié en 1999.
Il obtient une bourse Guggenheim en 2002.
C'est avec son 3e roman, Twilight, publié en 2006 par MacAdam/Cage (en français, La Mort au crépuscule, éditions du Masque, 2010), qu'il perce dans le genre du Southern Gothic. En France, il remporte avec ce roman le grand prix de littérature policière 2010 et le prix Mystère de la critique 2011.
Il meurt d'une crise cardiaque le 23 février 2012.

## Citations
Extraits de La Mort au crépuscule :
- « Il avait un chien de l’Enfer à ses trousses et quand le sanctuaire obscur des arbres l’avala, il poursuivit son chemin sans s’arrêter ».
- « […] il trouva du réconfort dans l’idée qu’au-delà de toutes ces ténèbres, il existait quelque part un monde où vivaient des hommes et où brillaient des lumières ».

## Œuvre

### Romans
- La Demeure éternelle, Seuil, coll. « Seuil Policier », 2012 ((en) The Long Home, 1999), trad. Jean-Paul GratiasRéédition Points, coll. « Roman noir » no 3094, 2013
- (en) Provinces of Night, 2000
- La Mort au crépuscule, Éditions du Masque, 2010 ((en) Twilight, 2006), trad. Jean-Paul GratiasRéédition Gallimard, coll. « Folio policier » no 648, 2011 Extrait en anglais
- Petite sœur la mort, Seuil, coll. « Cadre noir », 2017 ((en) Little Sister Death, 2015), trad. Jean-Paul GratiasRoman posthume
- Stoneburner, Gallimard, coll. « La Noire », 2019 ((en) Stoneburner, 2017), trad. Jean-Paul GratiasRéédition Gallimard, coll. « Folio policier » no 942, 2021- Roman posthume
- (en) The Lost Country, 2018Roman posthume

### Recueils de nouvelles
- (en) I Hate to See That Evening Sun Go Down, 2002
- (en) Wittgenstein's Lolita/The Iceman: Short Stories from William Gay, 2006Cette anthologie inclut également une postface qui comporte une biographie assez complète sur l'auteur.

### Nouvelles
- Those Deep Elm Brown’s Ferry Blues (1998)
- Closure and Roadkill on the Life’s Highway (1999)
- The Paperhanger (2000)
- Good ’Til Now (2001)

## Prix et distinctions notables
- Grand prix de littérature policière 2010 pour La Mort au crépuscule[2]
- Prix Mystère de la critique 2011 pour La Mort au crépuscule[3]

## Adaptations cinématographiques
- 2007 : A Death in the Woods, court métrage américain réalisé par Scott Teems, adaptation de la nouvelle du même nom, avec Barry Corbin
- 2009 : That Evening Sun (en), film américain réalisé par Scott Teems, adaptation de la nouvelle I Hate to See That Evening Sun Go Down, avec Hal Holbrook et Ray McKinnon
- 2010 : Bloodworth (en), film américain réalisé par Shane Dax Taylor, adaptation du roman Provinces of Night, avec Val Kilmer, Kris Kristofferson et Hilary Duff
- 2019 : The Long Home, film américain joué et réalisé par James Franco, adaptation du roman du même nom, avec Josh Hutcherson et Ashton Kutcher